# Kehyčivský rajón
Kehyčivský rajón (ukrajinsky Кегичівський район) byl rajón v Charkovské oblasti na Ukrajině. Hlavním městem bylo Kehyčivka a rajón měl přibližně 21 tisíc obyvatel. 

## Sídla v rajónu
- Kehyčivka
- Slobožanske